# Siegfried Sassoon
 (juin 2019).
Si vous disposez d'ouvrages ou d'articles de référence ou si vous connaissez des sites web de qualité traitant du thème abordé ici, merci de compléter l'article en donnant les références utiles à sa vérifiabilité et en les liant à la section « Notes et références ».
Pour les articles homonymes, voir Sassoon.
Siegfried Loraine Sassoon (8 septembre 1886 – 1er septembre 1967) est un poète et écrivain britannique qui influença des auteurs tels que Wilfred Owen ou Robert Graves. D'abord connu pour ses écrits pacifistes au cours de la Première Guerre mondiale, il acquiert plus tard la célébrité avec ses mémoires et ses œuvres de fiction.

## Jeunesse
Il naît dans une maison appelée Weirleigh (qui existe encore) dans le village de Matfield (Kent), d'une mère protestante anglicane de rite anglo-catholique et d'un père juif, Alfred Sassoon, appartenant à une riche famille de commerçants juifs des Indes, les Sassoon, des Juifs Baghdadi ; il a cependant été déshérité pour s'être marié avec une non-juive. Sa mère, Theresa, appartient à la famille Thornycroft, dont certains des membres sont des sculpteurs à qui l'on doit un grand nombre de statues de Londres, et elle est la sœur de Sir Hamo Thornycroft. On ne trouve aucune ascendance allemande dans la famille et Siegfried doit son prénom peu commun au goût de sa mère pour les opéras de Wagner. Son deuxième prénom lui a été donné en l'honneur d'un pasteur qu'elle estimait.
Sassoon fait ses études à la New Beacon Preparatory School dans le Kent, au Marlborough College dans le Wiltshire, et au Clare College (Cambridge) (dont il devient membre honoraire en 1953), où il étudie à la fois le droit et l'histoire de 1905 à 1907. Toutefois, il abandonne l'Université sans diplôme et passe les années suivantes à chasser, à jouer au cricket et à publier à compte d'auteur quelques volumes de poésie qui n'ont guère de succès. Ses revenus suffisent juste pour qu'il n'ait pas besoin de chercher un emploi, mais pas assez pour une existence de dandy. Son premier succès véritable est The Daffodil Murderer, une parodie de The Everlasting Mercy de John Masefield, publié en 1913 sous le pseudonyme de « Saul Kain ».

## Son expérience de la guerre

### L'engagement précoce
Poussé par son patriotisme, il rejoint l'armée dès que la Première Guerre mondiale est sur le point d'éclater et il sert au Sussex Yeomanry le jour où le Royaume-Uni déclare la guerre (4 août 1914). Il se casse le bras dans un accident de cheval, ce qui l'empêche de combattre avant même qu'il ait quitté l'Angleterre et il passe en convalescence le printemps 1915. C'est à ce moment-là que son jeune frère Hamo est tué à Gallipoli ; Rupert Brooke, que Siegfried a brièvement rencontré, meurt pendant le trajet. La mort de Hamo est un très rude coup pour Siegfried.
En mai de cette même année, il rejoint les Royal Welch Fusiliers comme officier et, en novembre, est envoyé en France au premier bataillon pour participer à la bataille de la Somme. Il se trouve alors en contact avec Robert Graves et tous deux deviennent grands amis. Ils sont unis par leur vocation poétique, et chacun lisait souvent le travail de l'autre et le discutait. Même si cela n'a guère d'influence sur la poésie de Graves, son point de vue sur ce qu'on peut appeler le réalisme rocailleux influence profondément l'idée que se fait Sassoon sur ce qui constitue la poésie. Rapidement il se retrouve horrifié par les réalités de la guerre, et le ton de ses écrits change complètement : alors que ses premiers poèmes manifestent une douceur romantique de dilettante, sa poésie de guerre évolue vers une musique de plus en plus discordante, destinée à faire connaître dans toute son horreur la vérité des tranchées à un public jusqu'à présent bercé par la propagande patriotique. Les détails comme les cadavres en train de se décomposer, les membres déchiquetés, la crasse, la lâcheté et le suicide caractérisent son travail à ce moment-là, et cette philosophie du « no truth unfitting » a une influence considérable sur le mouvement qui conduit à la poésie moderniste.

### Le combattant valeureux
Les périodes où Sassoon sert sur le front occidental sont marquées par des actions d'un courage exceptionnel, comme lorsqu'il s'empare à lui tout seul d'une tranchée allemande de la ligne Hindenburg. Il sort souvent pour des raids de nuit et des patrouilles de bombardement, et il se montre d'une impitoyable efficacité à la tête de sa compagnie. Sa dépression, qui ne cesse de croître devant l'horreur et la misère que les soldats sont obligés de supporter, fait paradoxalement de lui un maniaque du courage, au point qu'il est surnommé « Mad Jack » par ses hommes, pour ses exploits quasi suicidaires. Mais bien qu'il ait été décoré pour sa bravoure, il décide en 1917 de prendre position contre la façon dont la guerre est conduite. L'une des raisons de son opposition violente à la guerre est le décès de son ami David Thomas Cuthbert (appelé « Dick Tiltwood » dans la Sherston trilogy). Il met plusieurs années à essayer de surmonter son chagrin.

### La rébellion

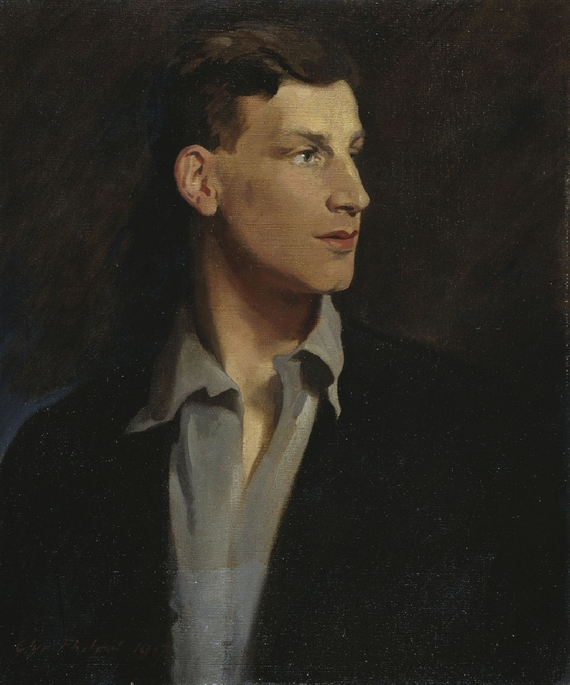
Portrait de Siegfried Sassoon par Glyn Philpot (19̟17), Fitzwilliam Museum.

À la fin d'un congé de convalescence en 1917, Sassoon refuse de reprendre son service ; au contraire, encouragé par des amis pacifistes comme Bertrand Russell et Lady Ottoline Morrell, il envoie à son commandant une lettre intitulée « Déclaration d'un soldat », qui est communiquée à la presse et dont un député qui lui est favorable donne lecture au Parlement. Plutôt que de traduire Sassoon en cour martiale, les autorités militaires le déclarent inapte au service et l'envoient à l'hôpital militaire de Craiglockhart, près d'Édimbourg, où il est soigné, officiellement pour neurasthénie (« shell shock »). Avant de refuser de revenir au front il jette le ruban de sa Military Cross dans la Mersey, mais en mai 2007, la médaille elle-même est retrouvée à Mull, dans un grenier de la maison où son fils a habité. La médaille est achetée par la Royal Welch Fusiliers, pour être exposée dans son musée de Caernarfon.
Le roman Regeneration, de Pat Barker, raconte cette période de la vie de Sassoon, et on en a tourné un film avec Jonathan Pryce dans le rôle de W. H. R. Rivers, le psychiatre chargé de le soigner. Rivers devient pour ce jeune homme profondément choqué une sorte de père de substitution, et sa mort subite en 1922 est un coup dur supplémentaire pour lui.

### L'influence sur Wilfred Owen
À Craiglockhart, Sassoon rencontre Wilfred Owen, également poète. C'est grâce à Sassoon qu'Owen persévère dans ses ambitions poétiques. Une copie manuscrite de l'hymne que Wilfred Owen dédie à la jeunesse sacrifiée (Anthem for doomed Youth) et contenant des corrections de la main de Sassoon subsiste pour témoigner de l'étendue de son influence. Quoi qu'il en soit, Sassoon devient pour Owen « Keats, le Christ et Élie » ; certains documents montrent clairement la profondeur de l'affection et de l'admiration qu'Owen lui portait. Les deux hommes combattent en France, mais Owen est tué en 1918. Sassoon, après avoir passé un certain temps à l'abri du danger en Palestine, retourne finalement au front et presque immédiatement est à nouveau blessé – par un tir ami, mais cette fois à la tête – et il passe en Grande-Bretagne le reste de la guerre. Après l'armistice, Sassoon s'applique à donner aux travaux d'Owen une plus large audience , ils finissent par dépasser en renommée ses propres œuvres. Leur amitié est le sujet de la pièce de Stephen MacDonald, Not About Heroes.

## L'après-guerre

### Journaliste auDaily Herald
La guerre l'a mis en contact avec des hommes appartenant à des milieux moins favorisés, ce qui a éveillé en lui des sympathies pour le socialisme. Ayant vécu pendant une période à Oxford, où il a passé plus de temps dans des visites à des amis friands de littérature que dans les études, il fait brièvement de la politique dans le mouvement ouvrier et, en 1919, prend un poste de rédacteur en chef littéraire au journal socialiste The Daily Herald. À ce poste, il a la charge de demander à des auteurs connus comme E. M. Forster et Charlotte Mew d'écrire des critiques, et il commande des textes originaux à des gens qui pouvaient s'appeler Arnold Bennett ou Osbert Sitwell. Son intérêt artistique s'étend à la musique. Pendant son séjour à Oxford, il entre en relations avec le jeune William Walton, dont il devient l'ami et le mécène. Walton par la suite lui dédie l'ouverture de son Portsmouth Point, en reconnaissance de son aide financière et de son appui moral.

### La vie en liberté
Par la suite, il fait une tournée de conférences aux États-Unis, ainsi que des voyages en Europe et dans toute la Grande-Bretagne. Son éditeur Frankie Schuster lui fait cadeau d'une automobile, bien qu'il ne sache pas conduire au début, ce qui ne manque pas d'effrayer ses amis ; cela ne l'empêche pas de jouir pleinement de cette nouvelle liberté.
C'est à cette époque qu'il commence à vivre son homosexualité de plus en plus ouvertement, entamant une liaison avec l'artiste Gabriel Atkin, qui lui a été présenté par des amis communs. Au cours de sa tournée en Amérique, il rencontre un jeune acteur qui le rembarre durement. Il n'en est pas moins adoré par le public féminin, notamment à Vassar College.
Sassoon est un grand admirateur du poète gallois Henry Vaughan. Lors d'une visite au pays de Galles en 1923, il n'oublie pas un pèlerinage sur sa tombe à Llansantffraid-ym-Mechain (Powys), et il y écrit un de ses poèmes les plus connus du temps de paix, Sur la tombe de Henry Vaughan. La mort de trois de ses amis les plus proches, Edmund Gosse (La vie en liberté), Thomas Hardy et Frankie Schuster (l'éditeur), dans un court espace de temps, l'afflige personnellement.

### L'autobiographe
Parallèlement, Sassoon s'engage dans une nouvelle direction. Pendant son séjour en Amérique, il a essayé de se mettre au roman. Il fait une nouvelle tentative en prose en 1928, avec Memoirs of a Fox-Hunting Man, premier volume d'une autobiographie romancée qui est publié anonymement, et qui presque immédiatement est accueilli comme un classique et confère à son auteur une célébrité nouvelle en tant qu'écrivain humoristique. Le livre remporte à la fois le James Tait Black Memorial Prize pour la fiction et le Hawthornden Prize. Sassoon le fait suivre des Memoirs of an Infantry Officer (1930) et Sherston's Progress (1936). Par la suite, il revisite sa jeunesse et le début de son âge mûr avec trois volumes d'une autobiographie sincère qui sont eux aussi fort acclamés. Il s'agit de The Old Century, The Weald of Youth et Siegfried's Journey.

### Une vie personnelle agitée
Sassoon, que la guerre a notablement mûri, continue à rechercher un équilibre émotionnel, d'abord dans une succession d'amours masculines, notamment l'acteur Ivor Novello ; l'ancien amant de Novello, l'acteur Glen Byam Shaw ; un aristocrate allemand, le prince Philippe de Hesse-Cassel ; l'écrivain Beverley Nichols ; et un aristocrate décadent, l'Honorable Stephen Tennant, qui est le seul à lui faire durablement impression, même si Shaw devait rester son ami intime tout au long de sa vie. En décembre 1933, il surprend bien des gens en épousant Hester Gatty, beaucoup plus jeune que lui, qui donne naissance à un enfant, une chose dont il a longtemps rêvé. Cet enfant, leur seul enfant, George (1936-2006), se fait par la suite connaître comme scientifique, linguiste et auteur ; Siegfried, qui l'adore, écrit à son intention plusieurs poèmes. Toutefois, le mariage se brise après la Seconde Guerre mondiale : il semble que Sassoon n'arrivait pas à trouver un compromis entre son goût pour la solitude et son besoin de compagnie.

### Les dernières années et la conversion au catholicisme
Séparé de sa femme en 1945, Sassoon vit isolé à Heytesbury dans le Wiltshire, restant en contact cependant avec un cercle qui comprend E. M. Forster et J. R. Ackerley. Il compte parmi ses amis proches le jeune joueur de cricket Dennis Silk. Il se lie étroitement d'amitié avec Vivien Hancock, directrice de la Greenways School à Ashton Gifford, où son fils George suit des cours. La relation incite son épouse, Hester, à porter quelques accusations sérieuses contre Vivien Hancock, laquelle répond en le menaçant d'une action en justice. Vers la fin de sa longue vie, il se convertit au catholicisme, raison pour laquelle il est admis à l'abbaye bénédictine de Downside, proche de son domicile. Il rend également régulièrement visite aux religieuses de l'abbaye de Stanbrook, dont la presse imprime des éditions commémoratives de quelques-uns de ses poèmes.
Il meurt sept jours avant son 81e anniversaire. Il est inhumé à l'église St Andrew de Mells, dans le Somerset, près de Ronald Knox, prêtre catholique, traducteur de la Bible et auteur de romans policiers, qu'il admirait.

## Distinctions
- Military Cross
- Commandeur de l'ordre de l'Empire britannique

## Œuvres

### Poésie
- The Daffodil Murderer (John Richmond: 1913)
- The Old Huntsman (Heinemann: 1917)
- They (1917)
- Glory of Women (1917)
- Counter-Attack (Heinemann: 1918)
- Suicide in the Trenches
- The Hero [Henry Holt, 1918]
- Picture-Show (Heinemann: 1919)
- War Poems (Heinemann: 1919) Poèmes de guerre, traduit par Bernard Le Floch, Paris, Éd. Caractères, 1987 ; réédition, Paris, Éd. Caractères, coll. « Caractères » no 689, 1998  (ISBN 2-85446-253-X)
- Aftermath (Heinemann: 1920)
- Recreations (1923)
- Lingual Exercises for Advanced Vocabularians (1925)
- Selected Poems (Heinemann: 1925)
- Satirical Poems (Heinemann: 1926)
- The Heart's Journey (Heinemann: 1928)
- Poems by Pinchbeck Lyre (Gerald Duckworth: 1931)
- The Road to Ruin (Faber and Faber: 1933)
- Vigils (Heinemann: 1935)
- Rhymed Ruminations (Faber and Faber: 1940)
- Poems Newly Selected (Faber and Faber: 1940)
- Collected Poems (Faber and Faber: 1947)
- Common Chords (1950-1951)
- Emblems of Experience (1951)
- The Tasking (1954)
- Sequences (Faber and Faber: 1956)
- Lenten Illuminations (Downside Abbey: 1959)
- The Path to Peace (Stanbrook Abbey Press: 1960)
- Collected Poems 1908-1956 (Faber and Faber: 1961)
- The War Poems, éd. Rupert Hart-Davis (Faber and Faber: 1983)

### Prose
- Memoirs of a Fox-Hunting Man (Faber & Gwyer: 1928) Mémoires d'un chasseur de renards, traduit par Antoinette Sémeziès et Jacques Elsey, Paris, Gallimard, 1936 ; réédition, Paris, Phébus, coll. « D'aujourd'hui. Étranger », 1995  (ISBN 2-85940-390-6) ; réédition, Bordeaux, L'Éveilleur, 2017  (ISBN 979-10-96011-09-4)
- Memoirs of an Infantry Officer (Faber and Faber: 1930)
- Sherston's Progress (Faber and Faber: 1936)
- Complete Memoirs of George Sherston (Faber and Faber: 1937)
- The Old Century (Faber and Faber: 1938)
- On Poetry (University of Bristol Press: 1939)
- The Weald of Youth (Faber and Faber: 1942)
- Siegfried's Journey (Faber and Faber: 1945)
- Meredith (Constable: 1948)

## Traductions françaises
- Qu'est-ce que ça peut faire ? : poèmes 1914-1918 / trad. Emmanuel Malherbet.
  - Aizy-Jouy : Éditions de l'Arbre, 2005.  (ISBN 2-85278-159-X)
- Mémoires d'un chasseur de renards (Memoirs of a Fox-Hunting Man) / trad. Antoinette Séméziès et Jacques Elsey.
  - Paris : Gallimard, [1936], 262 p.
  - Paris : Phébus, coll. "D'aujourd'hui. Étranger", septembre 1995, 272 p.  (ISBN 2-85940-390-6).
  - Rééd. dans une trad. revue et complétée ; préface de François Rivière. Bordeaux : L'Éveilleur, septembre 2017, 322 p.  (ISBN 979-10-96011-09-4)
- Poèmes de guerre / trad. Bernard Le Floch.
  - Paris : Caractères, coll. "Caractères" no 689, 1987, 37 p.
  - Paris : Caractères, coll. "Caractères" no 689, décembre 1998, 37 p.  (ISBN 2-85446-253-X)